# Fermín de Luis
Fermín de Luis Marín (n. Pamplona, Navarra, España; 22 de enero de 1964) es un exfutbolista español que se desempeñaba como defensor.

## Clubes
| Club       | País   | Año         |
| ---------- | ------ | ----------- |
| CA Osasuna | España | 1984 - 1992 |